# Galeruca yunnana
Galeruca yunnana là một loài bọ cánh cứng trong họ Chrysomelidae. Loài này được Yang & Li in Li & Yao miêu tả khoa học năm 1997.